# 肖恩·科尔森
肖恩·泰里·科尔森（英語：Sean Tyree Colson，1975年7月1日—），美国NBA联盟前职业篮球运动员。